# Cichlinae
Die Cichlinae sind eine Unterfamilie der Buntbarsche (Cichlidae), der alle süd-, mittel und nordamerikanischen Buntbarsche, insgesamt etwa 60 Gattungen und 600 Arten, angehören. Die Unterfamilie wurde 1840 durch den österreichischen Zoologen und Ichthyologen Johann Jacob Heckel, aufgestellt.

## Systematische Geschichte
In ihr wurden lange Zeit nur zwei Gattungen von Neuweltbuntbarschen vereint (Cichla und Crenicichla) während die meisten Neuweltbuntbarschen in die Unterfamilien Cichlasomatinae und Geophaginae gestellt wurden. Die Cichlasomatinae und eine weitere Unterfamilie, die Astronotinae, erwiesen sich jedoch als nicht monophyletisch, so dass die amerikanischen Ichthyologen John S. Sparks und William Leo Smith vorschlugen, alle Neuweltbuntbarschen in die Cichlinae zu vereinen, die Unterfamilie Geophaginae u. a. als Tribus.

## Merkmale
Die nahe Verwandtschaft dieser äußerlich verschiedenen Gattungen gründet sich auf molekularbiologische Untersuchungen und wird kaum durch morphologische Merkmale gestützt. Die amerikanische Ichthyologin Melanie Stiassny stellte lediglich eine besondere Gelenkung zwischen Pflugscharbein (Vomer) und Parasphenoid im Schädel der Fische fest, ein Merkmal, das die Cichlinae jedoch auch mit der afrikanischen Gattung Heterochromis teilen.

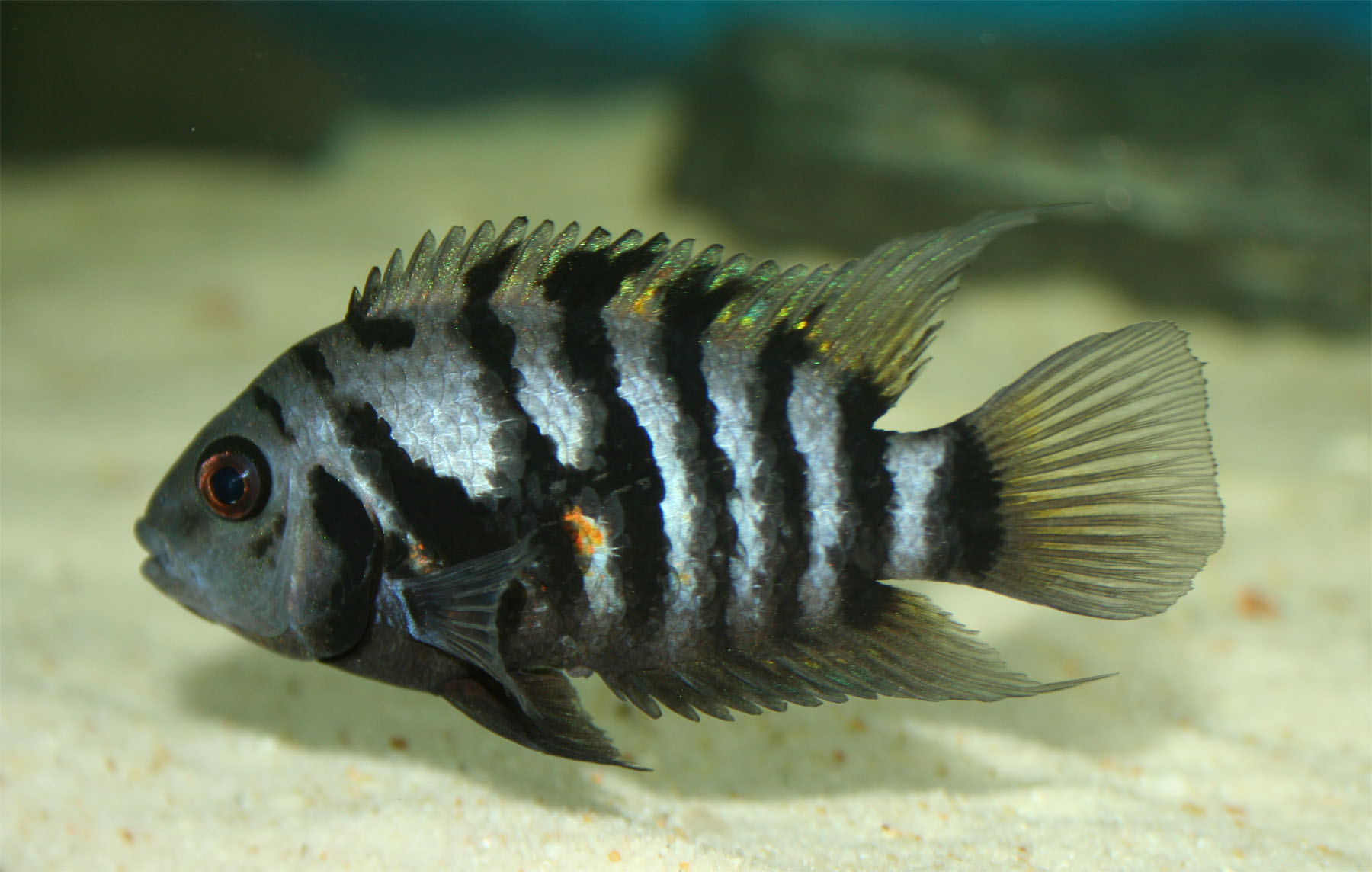
Grundform beim Zebrabuntbarsch
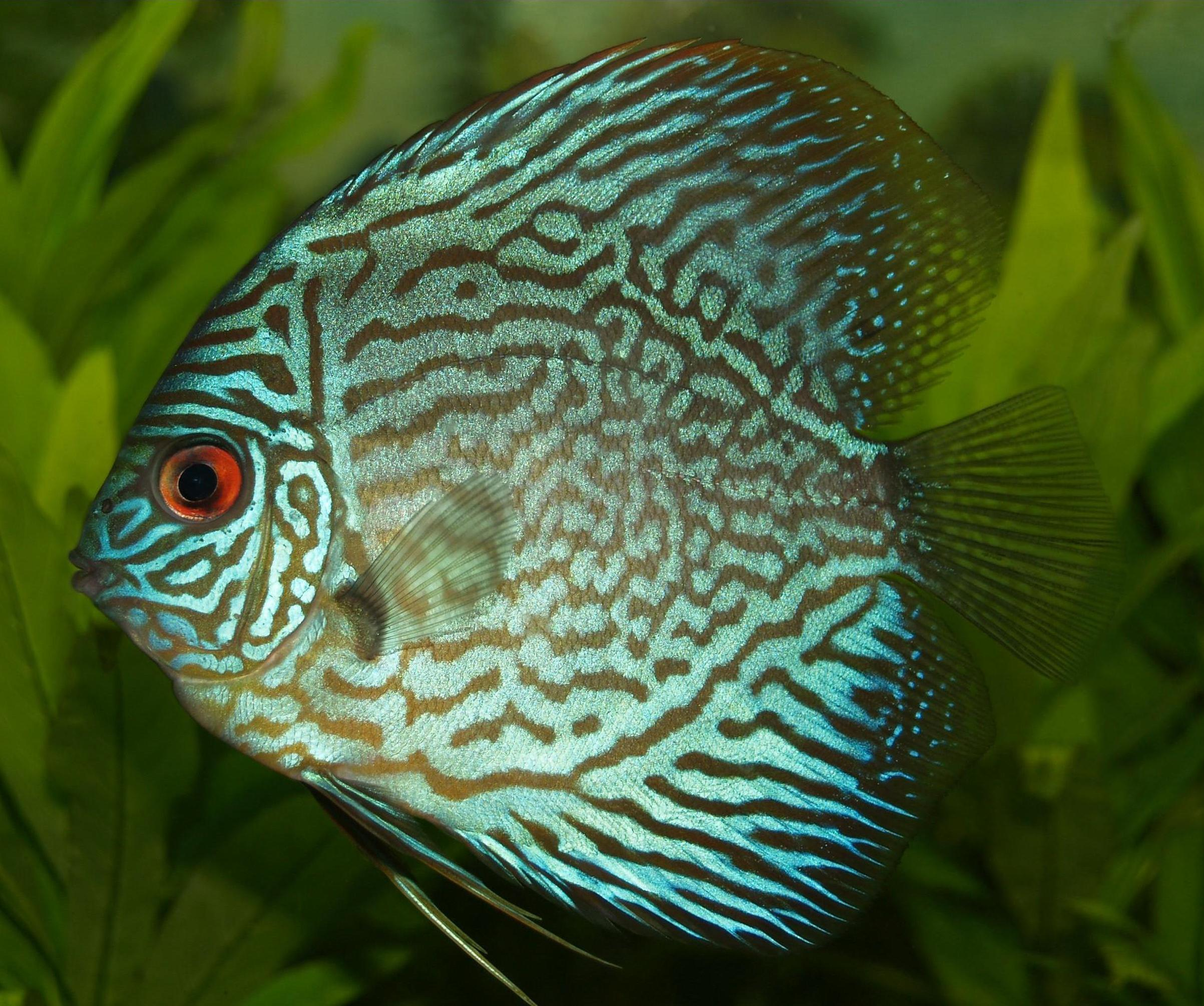
Diskusförmig, Diskusfisch
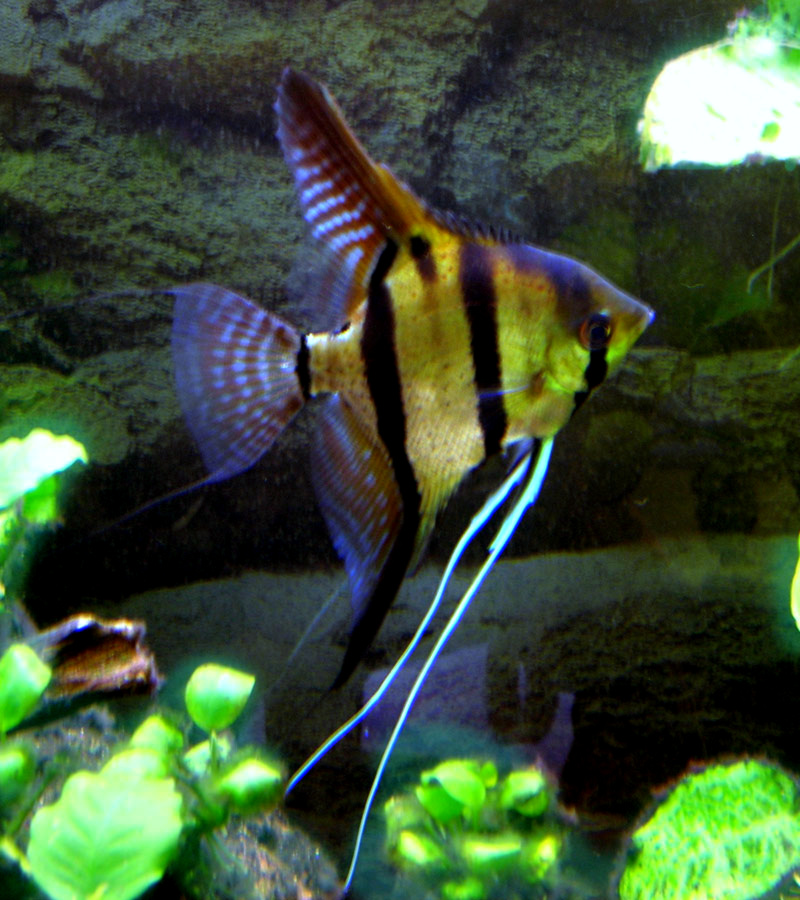
Verlängerten Flossen, Segelflosser
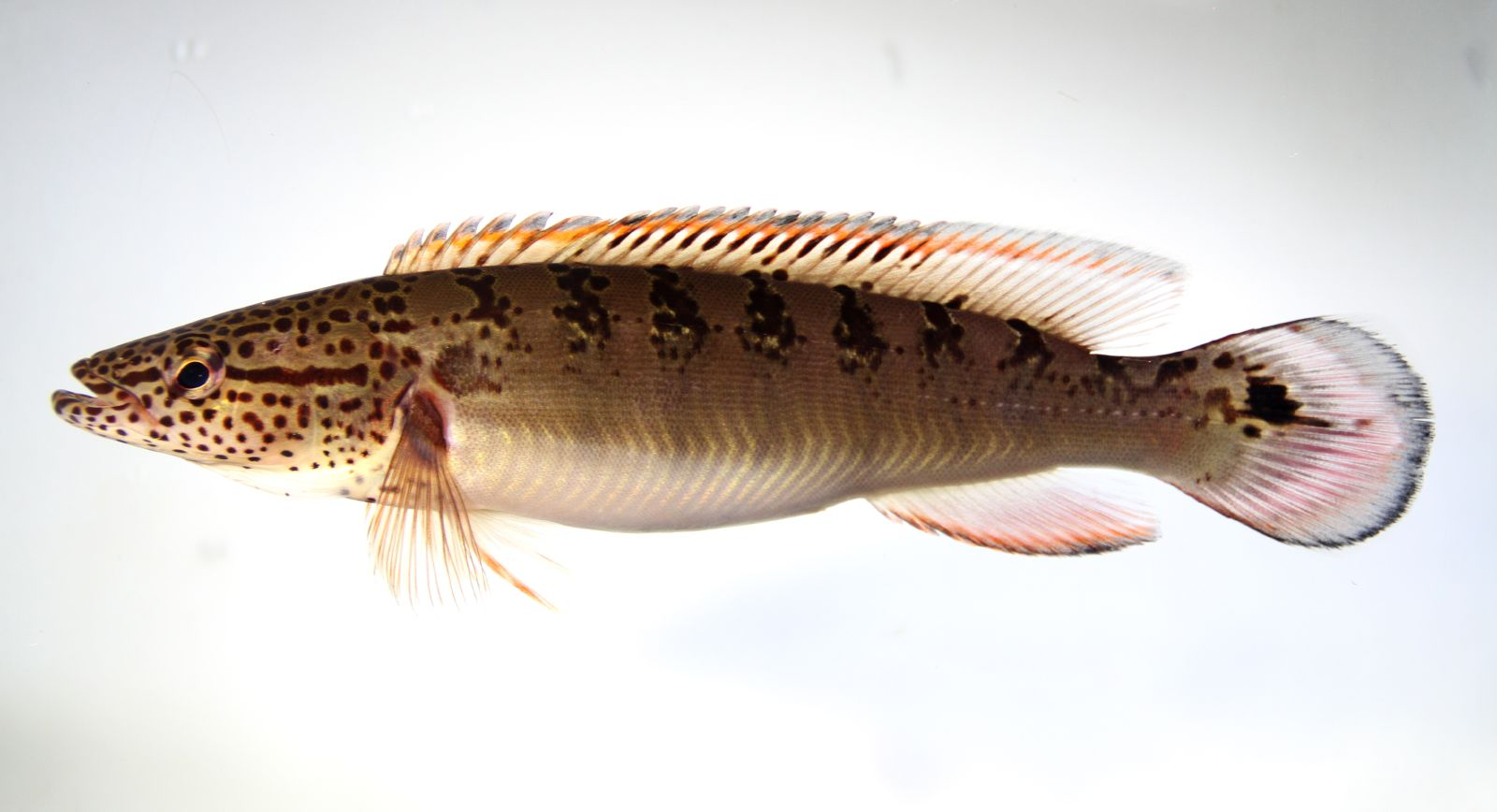
Stromlinienförmig, Crenicichla lenticulata

## Innere Systematik
Die Cichlinae werden in eine Reihe von Triben eingeteilt:
- Tribus Retroculini
  - Gattung Retroculus
- Tribus Cichlini
  - Gattung Cichla
- Tribus Chaetobranchini
  - Gattungen: Chaetobranchus, Chaetobranchopsis
- Tribus Geophagini
  - Gattungen: Acarichthys, Apistogramma, Apistogrammoides, Biotodoma, Biotoecus, Crenicara, Crenicichla, Dicrossus, Geophagus, Guianacara, Gymnogeophagus, Hemeraia,[7] Lugubria,[7] Mazarunia, Microgeophagus, Saxatilia,[7] Taeniacara, Teleocichla, Satanoperca, Wallaciia[7]  und „Geophagus“ brasiliensis-Artengruppe
- Tribus Astronotini
  - Gattung Astronotus
- Tribus Cichlasomatini
  - Gattungen: Acaronia, Aequidens, Andinoacara, Bujurquina, Cichlasoma, Cleithracara,  Ivanacara, Krobia, Laetacara, Nannacara, Rondonacara, Tahuantinsuyoa
- Tribus Heroini
  - Australoheros
  - Hypselecara
  - Hoplarchus
  - Pterophyllum
  - Hochrückige Klade (Mesonautines): Mesonauta, Uaru, Symphysodon, Heros
  - Amphilophines: Amatitlania, Amphilophus, Archocentrus, Chortiheros, Cryptoheros, Darienheros, Hypsophrys, Isthmoheros, Neetroplus, Panamius, Parachromis, Petenia, Talamancaheros
  - Astatoheroines: Astatheros, Herotilapia, Rocio, Tomocichla
  - Caquetaines: Caquetaia, Heroina, Kronoheros
  - Herichthyines: Chiapaheros, Chocoheros, Cincelichthys, Chuco, Herichthys, Maskaheros, Mesoheros, Oscura, Paraneetroplus, Rheoheros, Theraps, Thorichthys, Trichromis, Vieja, Wajpamheros
  - Nandopsines: Nandopsis